# Gevlekte pantsermeerval
De gevlekte pantsermeerval (Megalechis thoracata), een van de soorten vis die wel kwikwi wordt genoemd in Suriname, is een lid uit de familie van de pantsermeervallen. Net als alle pantsermeervallen heeft ook deze soort baarddraden. Het is een scholenvis, hij wordt tot 18 cm lang en leeft in water met een temperatuur tussen 22 en 28°C.
De Nederlandse naam wordt ook wel gebruikt voor de soort Corydoras paleatus.
De vis wordt gebruikt voor kwikwi, een visgerecht uit de Surinaamse keuken.